# Trelleborg-Sassnitz
Trelleborg-Sassnitz var en jernbane- og bilfærgerute over Østersøen mellem Trelleborg i Sverige og Sassnitz i Tyskland, samt omvendt. Overfartstiden var på fire timer, og der var en afgang dagligt i hver sin retning. Ruten trafikeredes af Stena Line med fartøjet M/S Sassnitz. Europavej E22 fulgte færgeruten. Færgeruten blev indstillet den 14. marts 2020 i forbindelse med Coronaviruspandemien.

## Historie
Den 1. maj 1897 påbegyndtes postbefordring med dampskib mellem Trelleborg og Sassnitz. Jernbanefærgeruten blev påbegyndt den 6. juli 1909, og var den anden internationale jernbanefærgerute i verden efter Gedser-Warnemünde blev indviet 1903. Trelleborg-Sassnitz kaldes desuden for Kongelinjen (svensk: Kungsleden, tysk: Königslinie), eftersom den blev indviet af den svenske konge Gustav 5. og den tyske kejser Vilhelm 2. (som også var konge af Preussen). Frem til 2. verdenskrig var færgeruten hovedforbindelsen mellem Sverige og det europæiske kontinent, med direkte vogne mellem bl.a. Stockholm og Berlin.
Efter omfattende ødelæggelser af havnen i Sassnitz blev trafikken indstillet i foråret 1945, for at blive genoptaget den 16. marts 1948.
I tiden frem til den tyske genforening i begyndelsen af 1990'erne var færgeruten, som på den tid gik til det daværende Østtyskland, svagt trafikeret sammenlignet med færgeruter mellem Sverige og Vesttyskland. I midten af 1980'erne blev færgeruten markedsført som TS Line – for hhv. Trelleborg og Sassnitz. Efter den tyske genforening så færgeruten en omfattende persontogstrafik mellem Malmø og Berlin, som dog i år 2000 var reduceret til nattoget Berlin Night Express , der i 2012 blev overtaget af togoperatøren Veolia. Godstogstrafikken på færgeruten er derimod stadig betydelig.